# Комиші (Німецький національний район)
Комиші́ (рос. Камыши) — село у складі Німецького національного району Алтайського краю, Росія. Адміністративний центр та єдиний населений пункт Комишинської сільської ради.

## Населення
Населення — 609 осіб (2010; 677 у 2002).
Національний склад (станом на 2002 рік):
- німці — 48 %
- росіяни — 41 %